# Wielany
Wielany – wieś w Polsce położona w województwie wielkopolskim, w powiecie konińskim, w gminie Kramsk.
Wielany wraz z wsią Winnica tworzą sołectwo Wielany. W latach 1975–1998 miejscowość administracyjnie należała do województwa konińskiego.